# 李治廷
李治廷（直译：「阿里夫·拉赫曼」，1987年2月26日—），香港創作男歌手及演員，祖籍馬來西亞，是马来族、阿拉伯裔及华裔混血兒。

## 經歷
李治廷出生於香港，曾就讀於山頂小學和英皇佐治五世學校，是一名高材生，並於13年級畢業，其後留學英國三年，2008年於倫敦帝國學院物理系畢業。他於求學時已經創作過不少作品。入行前，李治廷跟好友組隊玩音樂，在機緣巧合之下加入A Music。李治廷亦是亞洲星光大道3班殿軍譚焌釗的同學。
2009年正式出道加入樂壇，出第一張廣東大碟《今天開始》，大部分歌曲都是由他親自作曲及填詞，並在新城勁爆頒獎禮2009獲得「新城勁爆新人王」及「新城勁爆創作大碟《今天開始》」。2009年度叱咤樂壇流行榜頒獎典禮獲得「叱咤樂壇生力軍男歌手金獎」及IFPI香港唱片銷量大獎「最暢銷本地男新人」。此外，李治廷更為衛蘭英文大碟《Morning》全碟包辦歌詞。
除了音樂之外，首次參演電影《歲月神偷》，並獲第29屆香港電影金像獎「最佳新演員獎」及 「原創電影歌曲《歲月輕狂》」兩個獎項。其後更演出《為你鍾情》、《李小龍》及《寒戰》等電影。在2011年開始，更往內地發展，演出《親密敵人》，《傾城之淚》及 《北回歸線》等電影。
在2013年李治廷主演的浪漫喜劇片《一夜驚喜》上映，也唱了同名主題曲，李治廷更是該曲的作曲人，收錄於李治廷《治愛》國語專輯內，此歌曲除了在內地獲得獎項外，更在第1屆倫敦國際華語電影節 《最佳原創電影音樂》及《最佳原創電影歌曲》，李治廷還獲得《最佳新銳演員》。
2015年李治廷憑其所演的《武媚娘傳奇》，飾演的唐高宗李治皇帝一角大受好評，受到觀眾的追捧，於中國大陸人氣急升，該劇在香港無綫電視首播時，也令觀衆重新認識李治廷。其高大的身材，酷似王力宏的长相，帥氣英俊的造型，更榮獲「史上最帥的皇帝」、「正太帝」等美譽，更被粉絲稱為「陛下」。他其後更憑該劇入圍第17屆華鼎獎中國古代題材電視劇最佳男演員五強，結果成功奪獎成為華鼎獎古裝視帝。
此外，李治廷更獲邀參演內地真人秀旅行節目《花样姐姐》，盡顯貼心暖男本色，成為姐姐們身邊的「貼心管家」，也很快被網民封為「三好暖男」，長相好、身材好、英語好的新晉挑夫李治廷。其後，又參與大型體育勵志節目《報告!教練》，被冠以為「體能外星人」，赢得了不少贊譽。
2017年，李治廷跟成龍合作動作喜剧电影《功夫瑜伽》，片中打戲都是自己上，敢打敢拼的精神被唐季禮導演盛讚“像25年前的成龍”。李治廷打戲也獲得了網友的力讚：“高能打戲帥戲燃爆，近身格斗一氣呵成”與成龍大哥對打毫不遜色，李治廷打斗酷帥很增色，飛身跳車戲惊險出彩。2020年，李治廷登上4月份的《男士健康》，大方秀出结实腹肌和性感腋下。

## 專輯
| 專輯 # | 專輯名稱           | 專輯類型 | 發行公司 | 發行日期       | 曲目 |
| ------ | ------------------ | -------- | -------- | -------------- | --- |
| 1st    | 今天開始           | 廣東大碟 | A Music  | 2009年11月27日 | 曲目 CD 1. 今天開始 2. 獨行俠 3. Fly Away 4. 想我吧 5. Best I'll Ever Be 6. 不堪設想 7. 光速 8. Another Day 9. 歲月輕狂 10. Echoes of the Rainbow |
| 1st    | 今天開始（第二版） | 廣東大碟 | A Music  | 2010年2月5日   | 曲目 CD 1. 曲目與第一版相同，加收Bonus Track: 《Way back into love》（與衛蘭合唱） |
| 2nd    | Everything         | 廣東大碟 | A Music  | 2011年8月16日  | 曲目 CD 1. 尼古拉 2. You Are My Everything 3. 鵝毛 4. 誰能代替（國） 5. 奇蹟等不到 6. 一片痴 7. 速度對比（豐澤電器廣告歌） 8. Still（英） 9. Just the Way You Are（英）（美心月餅廣告歌） 10. 不是不愛才分開（國） DVD 1. 尼古拉 (MV) 2. 鵝毛 (MV) 3. 速度對比 (MV) 4. 一片痴 (MV) 5. 歲月輕狂 (1 Minute Ver.) (MV) |
| 3rd    | 治愛               | 國語EP   | A Music  | 2014年3月14日  | 曲目 CD 1. 飛 2. 不可思議 3. 一夜驚喜 4. 以苦為樂 5. 睡薔薇 6. Porcelain Princess Palace (英) |

## 其他歌曲
- 为你钟情 （與衛蘭合唱，电影《為你鍾情》插曲，收錄於衛蘭《Love Diaries》專輯）
- Never Know（與衛蘭合唱，收錄於衛蘭《Love Diaries》專輯）
- I love Hong Kong （與林欣彤合唱，电影《我爱HK开心万岁》主题曲）
- Happy Together（與Angelababy合唱，中國大陸美年達廣告歌）
- 在歲月飛揚（與劉德華、鄭秀文、任賢齊、韓紅、許志安、楊千嬅、余文樂、何韻詩、王菀之、衛蘭、農夫 合唱）
- GODA GODA (與王琳、林志玲、奚美娟、徐帆合唱花樣姐姐 片尾曲)
- 為夢而戰 (與容祖兒、陳妍希、金大川、董子健、耿樂合唱，報告教練主題曲)
- 紳士作風 (立頓英式果茶主題曲)
- 回家路上
- 徐克導演我有問題 (奇門遁甲推廣曲)
- 小至 (與郁可唯合唱，白髮電視劇主題曲)
- 若雪 (電視劇《白髮》片尾曲)
- 小至（與郁可唯合唱，電視劇《白髮》主題曲)
- I Know You Know (電視劇《我的真朋友》主題曲)
- 许无忧（电视剧《浮世双娇传》片尾曲）
- 我想告诉你《合法伴侣》电影主题曲
- 漂洋过海来看你 (與单依纯 合唱-《合法伴侣》电影推廣曲
- LOSER
- ONE AND ONLY

## 創作作品

### 2009年
- 李治廷 - 獨行俠（曲、編、監）
- 李治廷 - 今天開始（曲、編、監）
- 李治廷 - Fly Away（曲、編、監）
- 李治廷 - 想我吧（曲、編、監）
- 李治廷 - Best I'll Ever Be（英）（曲、詞、編、監）
- 李治廷 - 不堪設想（曲、編、監）
- 李治廷 - 光速（曲、編、監）
- 李治廷 - Another Day（英）（曲、詞、編、監）
- 衛蘭 - 999（詞）
- 衛蘭 - Morning（詞）
- 衛蘭 - Please（詞）
- 衛蘭 - Speechless（詞）
- 衛蘭 - Rainbows（詞）
- 衛蘭 - Make My Day（詞）
- 衛蘭 - Remember（詞）
- 衛蘭 - TV（詞）
- 衛蘭 - Pretty（詞）

### 2011年
- 李治廷 - 尼古拉（曲、編）
- 李治廷 - You're My Everything（編、監）
- 李治廷 - 鵝毛（曲、編、監）
- 李治廷 - 誰能代替（曲、編）
- 李治廷 - 奇蹟等不到（監）
- 李治廷 - 速度對比（曲、編、監）
- 李治廷 - Still（英）（曲、詞、編、監）
- 李治廷 - Just the Way You Are（英）（編）
- 李治廷 - 不是不愛才分開（《尼古拉》國語版）（曲、編）
- 李治廷 - 我們的起跑線（曲、編、監）

### 2013年
- 李治廷、范冰冰 - 一夜驚喜（曲）(一夜驚喜電影主題曲)

### 2014年
- 李治廷 - 飛（曲）
- 李治廷 - Porcelain Princess' Palace（英）（曲、詞、監）
- 李治廷 - 睡薔薇 （曲、監）
- 李治廷 - 以苦為樂（曲、監）

### 2015年
- 李治廷 feat.王琳、林志玲、奚美娟、徐帆 - GODA GODA（曲、詞、編、監）
- 張靚穎 - 無字碑（曲、編、監）(武媚娘傳奇電視劇片尾曲)

### 2016年
- 李治廷 - 紳士作風（曲、編、監）(立頓英式果茶主題曲)

### 2017年
- 李治廷 - 回家路上（曲、詞、編、監）
- 李治廷 - 徐克導演我有問題（曲、詞、編、監）(奇門遁甲推廣曲)

### 2019年
- 李治廷 - 若雪（曲、編、監）(白髮電視劇片尾曲)

## 派台歌曲成績
| 派台歌曲成績 | 派台歌曲成績          | 派台歌曲成績 | 派台歌曲成績 | 派台歌曲成績 | 派台歌曲成績 | 派台歌曲成績                |
| ------------ | --------------------- | ------------ | ------------ | ------------ | ------------ | --------------------------- |
| 個人專輯     | 歌曲                  | 903          | RTHK         | 997          | TVB          | 備註                        |
| 2009年       |                       |              |              |              |              |                             |
| 今天開始     | Fly Away              | 2            | 14           | -            | -            |                             |
| 今天開始     | 今天開始              | 5            | 3            | 4            | 3            |                             |
| 今天開始     | 獨行俠                | 2            | 3            | 2            | 1            | 首支冠軍歌                  |
| 2010年       |                       |              |              |              |              |                             |
|              | 為你鍾情              | -            | -            | -            | -            | 與衛蘭合唱 翻唱張國榮同名歌 |
| 今天開始     | 想我吧                | 17           | 13           | 2            | -            |                             |
| 今天開始     | 歲月輕狂              | 5            | 1            | 2            | -            | 電影《歲月神偷》主題曲      |
| Everything   | 一片痴                | ×            | 3            | 3            | 3            |                             |
| 2011年       |                       |              |              |              |              |                             |
|              | I Love Hong Kong      | ×            | ×            | ×            | 1            | 與林欣彤合唱                |
| Everything   | 速度對比              | ×            | ×            | 1            | 1            | 豐澤廣告歌                  |
| Everything   | 尼古拉                | ×            | ×            | 1            | 1            |                             |
| Everything   | You Are My Everything | ×            | ×            | 3            | -            |                             |
| 2012年       |                       |              |              |              |              |                             |
| Everything   | 鵝毛                  | ×            | ×            | -            | ×            |                             |
|              | 我們的起跑線          | ×            | 11           | 2            | ×            | 香港馬會主題曲              |
| 2013年       |                       |              |              |              |              |                             |
| 治愛         | 一夜驚喜              | -            | 15           | 5            | ×            | 與范冰冰合唱                |
| 治愛         | 不可思議              | -            | -            | -            | ×            |                             |
| 2014年       |                       |              |              |              |              |                             |
| 治愛         | 飛                    | 8            | -            | -            | ×            |                             |
| 治愛         | 睡薔薇                | -            | -            | -            | ×            | 新城國語力：2               |

| 各台冠軍歌總數 | 各台冠軍歌總數 | 各台冠軍歌總數 | 各台冠軍歌總數 | 各台冠軍歌總數    |
| -------------- | -------------- | -------------- | -------------- | ----------------- |
| 903            | RTHK           | 997            | TVB            | 備註              |
| 0              | 1              | 2              | 4              | 四台冠軍歌總數：0 |

- （*）仍在榜上
- （-）未能上榜
- （×）沒有派往該台

## 演唱會
| 名稱                                   | 日期           | 地點                                | 特別來賓 |
| -------------------------------------- | -------------- | ----------------------------------- | -------- |
| LOOP X 新城 李治廷One Night Band演唱會 | 2011年8月12日  | 九龍灣展貿徑一號國際展貿中心展貿廳2 | 衛蘭     |
| 衛蘭.李治廷大馬雲頂演唱會              | 2013年10月26日 | 大馬雲頂雲星劇場                    | —        |

## 電影
| 年 份  | 片 名              | 角 色              | 性質       |
| 2010年 | 《歲月神偷》       | 羅進一 Desmond Law | 第二男主角 |
| 2010年 | 《為你鍾情》       | 張偉傑（青年）     | 第一男主角 |
| 2010年 | 《李小龍》         | 李小龍             | 第一男主角 |
| 2011年 | 《我愛HK開心萬歲》 | 吳 明              | 男主角之一 |
| 2011年 | 《親密敵人》       | 亨利馬 Henry Ma    | 男配角     |
| 2011年 | 《傾城之淚》       | 游 樂              | 单元男主角 |
| 2012年 | 《寒戰》           | 張國標             | 第三男主角 |
| 2013年 | 《一夜驚喜》       | 張童宇 Tony        | 第一男主角 |
| 2014年 | 《北回歸線》       | 李 明              | 第一男主角 |
| 2015年 | 《怪談》           | 黄子梁             | 单元男主角 |
| 2016年 | 《寒戰II》         | 張國標             | 特別演出   |
| 2016年 | 《爵迹》           | 霓虹               | 男主角之一 |
| 2016年 | 《非常父子檔》     | 周力岩             | 第一男主角 |
| 2017年 | 《功夫瑜伽》       | 李琼斯             | 第二男主角 |
| 2017年 | 《奇門遁甲》       | 刀宜长             | 第二男主角 |
| 2021年 | 《合法伴侣》       | 古大白             | 第一男主角 |
| 2021年 | 《誤殺2》          | 薩丁               |            |
| 2022年 | 《極地追擊》       |                    | 網絡播出   |
| 2022年 | 《狼群》           | 柯童               | 男主角之一 |
| 2024年 | 《傳說》           |                    |            |

## 微電影
| 年份   | 片名           | 角色  | 性質       |
| ------ | -------------- | ----- | ---------- |
| 2015年 | O的故事        | Aarif | 第一男主角 |
| 2015年 | 睿之選         | Aarif | 第一男主角 |
| 2015年 | 宝格丽永恒之源 | Aarif |            |

## 電視劇
| 年份   | 片名                   | 角色            | 備註               |
| ------ | ---------------------- | --------------- | ------------------ |
| 2014年 | 《武媚娘傳奇》         | 李治 （唐高宗） | 第一男主角         |
| 2018年 | 《古剑奇谭2》(網絡劇)  | 夏夷則          | 第一男主角         |
| 2019年 | 《白髮》               | 宗政無憂        | 第一男主角         |
| 2020年 | 《浮世雙嬌傳》(網絡劇) | 薛榮            | 第一男主角         |
| 2021年 | 《百煉成鋼》           | 施光南          | 單元《為希望祝酒》 |
| 2022年 | 《狮子山下的故事》     | 羅梓康          | 第二男主角         |
| 2024年 | 《赤熱》               | 黄仲恺          | 特別演出           |
| 2024年 | 《燦爛的風和海》       | 徐君昊          |                    |
| 2025年 | 《我的世界你好》       | 卓鹏            | 第一男主角         |
| 2025年 | 《守誠者》             | 邵子俊          | 第二男主角         |
| 待播   | 《那个不为人知的故事》 | 王陽            |                    |
| 待播   | 《娇阳 / 極客江湖》    | 王陽            | 第一男主角         |

## 獎項

### 2009年
- 新城勁爆頒獎禮2009 - 新城勁爆新人王（男歌手）
- 新城勁爆頒獎禮2009 - 新城勁爆創作大碟《今天開始》
- 2009年度叱咤樂壇流行榜 - 叱咤樂壇生力軍男歌手金獎
- 2009年度SINA民意指數頒獎禮 - 我最喜愛男新人金獎
- IFPI香港唱片銷量大獎2009  - 最暢銷本地男新人

### 2010年
- 第5届香港电影导演会年度大奖 - 年度新演員銀獎（歲月神偷）
- 第二十九屆香港電影金像獎 - 最佳新演員獎（歲月神偷）
- 第二十九屆香港電影金像獎 - 原創電影歌曲《歲月輕狂》（歲月神偷）
- 新城國語力頒獎禮2010 - 新城國語力熱播冠軍歌曲獎《歲月輕狂》
- 新城國語力頒獎禮2010 - 新城國語力歌曲《歲月輕狂》
- 2010勁歌金曲優秀選第三回 - 得獎歌曲《一片痴》
- 新城勁爆頒獎禮2010 - 新城劲爆國語歌曲《歲月輕狂》
- 新城勁爆頒獎禮2010 - 新城劲爆卡拉OK歌曲《一片痴》
- 2010星尚大獎 - 星尚潛質先鋒人物
- 第7屆勁歌王金曲金榜 - 影視金曲獎《歲月輕狂》
- 第10屆華語音樂傳媒大獎 - 最佳粵語男新人

### 2011年
- 2011勁歌金曲優秀選第一回 - 得獎歌曲《速度對比》
- 第24屆哈爾濱冰雪電影節暨第2屆華語電影產業盛典頒獎典禮 - 2011年度華語電影產業傑出表現新人獎
- 第八届  劲歌王金曲金榜 - 金曲奖《尼古拉》
- 第八届  劲歌王金曲金榜 - 劲歌唱作人
- 第八届  劲歌王金曲金榜 - 劲歌王全能艺人

### 2012年
- 2012時尚先生 - 年度新銳勢力人物獎
- 第2屆華語電影產業盛典 - 傑出跨界表現獎

### 2013年
- 第1屆倫敦國際華語電影節 - 最佳新銳演員《一夜驚喜》
- 第1屆倫敦國際華語電影節 - 最佳原創電影音樂《一夜驚喜》
- 第1屆倫敦國際華語電影節 - 最佳原創電影歌曲《一夜驚喜》
- 第9屆勁歌王金曲金榜 - 勁歌王全能藝人
- 第9屆勁歌王金曲金榜 - 勁歌唱作人
- 音乐先锋榜 - 最佳影视歌手
- 音乐先锋榜 - 最受欢迎对唱金曲《一夜惊喜》
- 百度沸点-飞跃成就男演员

### 2014年
- 第14屆華語電影傳媒大獎最受矚目表現《一夜驚喜》
- 第二届音悦V榜-年度合唱金曲《一夜惊喜》
- 第二届音悦V榜-最佳SNS人气歌手
- 新城国语力颁奖礼-新城国语力歌曲《睡蔷薇》
- 新城国语力颁奖礼 - 全国创作歌手
- 音乐先锋榜 - 年度最佳全球首播歌曲《不可思议》
- 音乐先锋榜 - 年度最佳先锋创作歌手

### 2015年
- 第三届音悦V榜 - 年度风向艺人
- 第19屆康佳全球華語榜中榜暨亞洲影響力大典 - Channel[V]年度最佳金曲《飛》
- 第19屆康佳全球華語榜中榜暨亞洲影響力大典 - Channel[V]最佳創作歌手
- 2015酷音乐亚洲盛典 - 年度最受欢迎跨界艺人
- 第17届华鼎奖 - 中国古代题材电视剧最佳男演员《武媚娘传奇》
- 风从东方来娱乐影响力盛典 - 娱乐影响新势力
- 网易时尚跨界盛典 -  年度最受关注时尚男明星
- 2015安徽衛視國劇盛典-年度最受歡迎全能藝人獎

### 2019年
- 澳门华歌榜 - 年度全能男艺人及年度金曲《小至》

## 外部連結
- 李治廷的新浪微博
- 李治廷的Instagram帳戶
- 東亞唱片–李治廷個人資料（页面存档备份，存于）